# Dialectisch materialisme
Dialectisch materialisme (afgekort diamat) is een natuur- en wetenschapsfilosofie gebaseerd op de denkwijzen van Hegel, Marx en (vooral) Friedrich Engels, die vooral in Rusland, later de Sovjet-Unie, ontwikkeld werd. Het stelt natuurlijke ontwikkelingen voor als evolutionaire processen, die altijd in samenhang bezien moeten worden. Onder Stalin werd het onderdeel van de staatsideologie van de Sovjet-Unie en de Russische interpretatie van het marxisme.

## Begripsgeschiedenis
Friedrich Engels hanteerde in zijn Dialectiek der Natuur (1883) nog de term 'materialistische dialectiek,' en probeerde in dat werk de dialectische denkwijze van Hegel toe te passen op 'materialistische,' dat wil zeggen natuurwetenschappelijke, problemen, net zoals Marx de hegelse dialectiek op de economische geschiedenis had toegepast (historisch materialisme; histomat). Marx zelf werd wellicht geïnspireerd door Darwins evolutietheorie, maar schreef zelf weinig over de natuurwetenschappen en sprak nooit van 'dialectisch materialisme' of 'materialistische dialectiek.' Engels, daarentegen, paste onder andere Hegels idee van sprongsgewijze veranderingen toe op problemen in de biologie en de scheikunde en meende dat in Hegels dialectiek de sleutel tot een nieuwe, betere natuurwetenschap lag.
De leerlooier-filosoof Joseph Dietzgen was de eerste die in 1887 het begrip 'dialectisch materialisme' hanteerde. Dietzgen doelde ermee op het systeem van epistemologie en ontologie dat hij had uitgedacht, en dat grote overeenkomsten vertoonde met Engels' gedachtegang. Ook Karl Kautsky gebruikte de term in dat jaar, in zijn biografische schets van Engels.
In Rusland werd het dialectisch materialisme ingevoerd door Georgi Plechanov en verder ontwikkeld door Lenin. Vanaf de jaren 30 werden historisch en dialectisch materialisme – in een uiterst rigide vorm – tot een soort artikelen des geloofs. “Histomat” en “diamat” waren voortaan de gereedschappen waarmee de wetenschap in de Sovjet-Unie diende te werken.

## Voetnoten
1. ↑  Dietzgen, Joseph - en: Excursions of a Socialist into the Domain of Epistemology (English translation in Dietzgen, E. & J. (eds.) - Some of the Philosophical Essays by Joseph Dietzgen. Charles H. Kerr, Chicago 1906, p. 263 – 362. online beschikbaar op Marxists Internet Archive (MIA). Gearchiveerd op 25 mei 2023.
2. ↑  Kautsky, Karl - Friedrich Engels.
in het Engels online beschikbaar op MIA. De oudste online bron in het Duits is: Kautsky, Karl – Friedrich Engels. Zu seinem siebzigsten Geburtstag. in: Die Neue Zeit, 9e jrg. 1890, eveneens op MIA. Gearchiveerd op 30 april 2023.